# Liste der Monuments historiques in Ville-sur-Cousances
Die Liste der Monuments historiques in Ville-sur-Cousances führt die Monuments historiques in der französischen Gemeinde Ville-sur-Cousances auf.

## Liste der Objekte
| Bezeichnung                       | Beschreibung               | Standort                           | Kennzeichnung | Schutzstatus | Datum | Bild |
| --------------------------------- | -------------------------- | ---------------------------------- | ------------- | ------------ | ----- | ---- |
| Epitaph für Jacquemin Charlemagne | Kalkstein, bezeichnet 1525 | außen an der Kirche St-Rémi (Lage) | PM55001226    | Classé       | 1995  |      |
| Pietà                             | Stein, 16. Jahrhundert     | in der Kirche St-Rémi (Lage)       | PM55000732    | Classé       | 1959  |      |